# Wali (santo)
Il termine arabo walī indica propriamente un "amico", un "parente prossimo". In senso spirituale, viene usato come abbreviazione di Waliullah/Wali Allah, "amico di Dio", per designare quelle persone, di conclamata religiosità, che si ritengono avere avuto una speciale relazione di intimità con Allah (e cui per questo spesso la religiosità popolare attribuisce doti di intercessione, in modo analogo a quello dei santi nel cristianesimo). In ambito maghrebino, spesso il termine è sinonimo di marabutto.
Spesso vengono considerati wali i maestri delle comunità mistiche (sufi). Tra i più celebri vengono annoverati Alì, cugino e genero di Maometto, e Fatima, figlia del Profeta.
Riguardo alla condizione di wali (la wilaya), il Corano, dopo aver detto che "Allah susciterà uomini che egli amerà come essi ameranno lui" (5:54), così si esprime: إِنَّمَا وَلِيُّكُمُ اللّهُ وَرَسُولُهُ وَالَّذِينَ آمَنُواْ الَّذِينَ يُقِيمُونَ الصَّلاَةَ وَيُؤْتُونَ الزَّكَاةَ وَهُمْ رَاكِعُونَ "In verità i vostri alleati sono Allah e il Suo Messaggero e i credenti che assolvono all’orazione, e pagano la decima prosternandosi con umiltà (5: 55). 
Si tramanda infatti che Alì pagò la decima mentre era prostrato in preghiera, offrendo il suo anello a un mendicante, e questi versi sarebbero stati rivelati al Profeta in tale occasione.
L'islam ortodosso tende a scoraggiare ogni forma di culto di santi, nella convinzione che nessuno possa collocarsi al di sopra degli altri uomini, in posizione intermedia tra le creature e Dio. Ma la religiosità popolare, specialmente in alcune regioni del mondo islamico, presta grande venerazione ai santi. Ad esempio in Nordafrica, dove si contano infiniti marabutti che custodiscono la tomba di un santo, e che spesso sono meta di veri e propri pellegrinaggi e festività tradizionali.

## Alcuni santi celebri
- Sidi Mahrez, X secolo, patrono di Tunisi
- Sidi Abd al-Rahman al-Tha'alibi, XIV secolo, teologo malikita e patrono di Algeri
- Sidi Mogdoul, semileggendario patrono della città a cui avrebbe dato il nome di Mogador (Essaouira, Marocco)